# Хомутинская
Хомутинская — деревня в Шенкурском районе Архангельской области. Входит в состав муниципального образования «Верхоледское».

## География
Деревня расположена в южной части Архангельской области, в таёжной зоне, в пределах северной части Русской равнины, в 93 километрах на северо-запад от города Шенкурска, на правом берегу реки Ледь, притока Ваги. Ближайшие населённые пункты: на севере, на противоположном берегу реки, деревня Володская.
Часовой пояс
Хомутинская, как и вся Архангельская область, находится в часовой зоне МСК (московское время). Смещение применяемого времени относительно UTC составляет +3:00.

## Население
| 2002 | 2010 | 2012 |
| ---- | ---- | ---- |
| 3    | →3   | ↗4   |

## История
Указана в «Списке населённых мест Архангельской губернии к 1905 году» как деревня Хомутинская. Насчитывала 2 двора, 9 мужчин и 11 женщин. В административном отношении деревня входила в состав Верхоледского сельского общества Великониколаевской волости Шенкурского уезда.
В 1911 году деревня оказалась в составе новой Котажско-Верхоледской волости, которая выделилась из Великониколаевской. На 1 мая 1922 года в поселении 6 дворов, 14 мужчин и 23 женщины.